# Legacy (2008)
Legacy is een Amerikaanse direct-naar-videofilm uit 2008 onder regie van Irving Rothberg.

## Verhaal
Lana, Zoey en Mai zijn de drie populairste meiden van hun studentenvereniging. Wanneer de sullige student Katie met overgewicht dood wordt gevonden in hun campus, zijn zij de drie hoofdverdachten. Zij hebben Katie namelijk als vuil behandeld in haar laatste dagen van haar leven, omdat haar moeder wilde dat Katie ook een lid zou worden van de studentenvereniging. Lana, Zoey en Mai hadden hier echter geen behoefte aan.

## Rolbezetting
| Acteur         | Personage         |
| -------------- | ----------------- |
| Haylie Duff    | Lana Stephens     |
| Madeline Zima  | Zoey Martin       |
| Monica Lo      | Mai               |
| Brett Claywell | Jeff Cook         |
| Kate Albrecht  | Katie Whittington |
| Jane Sibbett   | Mrs. Whittington  |
| Tom Green      | Detective Stras   |
| Margo Harshman | Nina              |